# Bigge (plaats)
Bigge is een plaats in de Duitse gemeente Olsberg in de deelstaat Noordrijn-Westfalen. In 2009 telde Bigge 4.303 inwoners.

## Geboren
- Franz Fischer (SS'er) (1901-1989), Duits oorlogsmisdadiger